# 小行星2235
小行星2235（2235 Vittore）是一颗围绕太阳公转的小行星。1924年4月5日，卡爾·威廉·萊茵姆特在海德堡发现了此天体。
該小行星以位於義大利波隆那的天文台命名。
这颗小行星的绝对星等为274.7202181803995等。